# Salesio Balsano

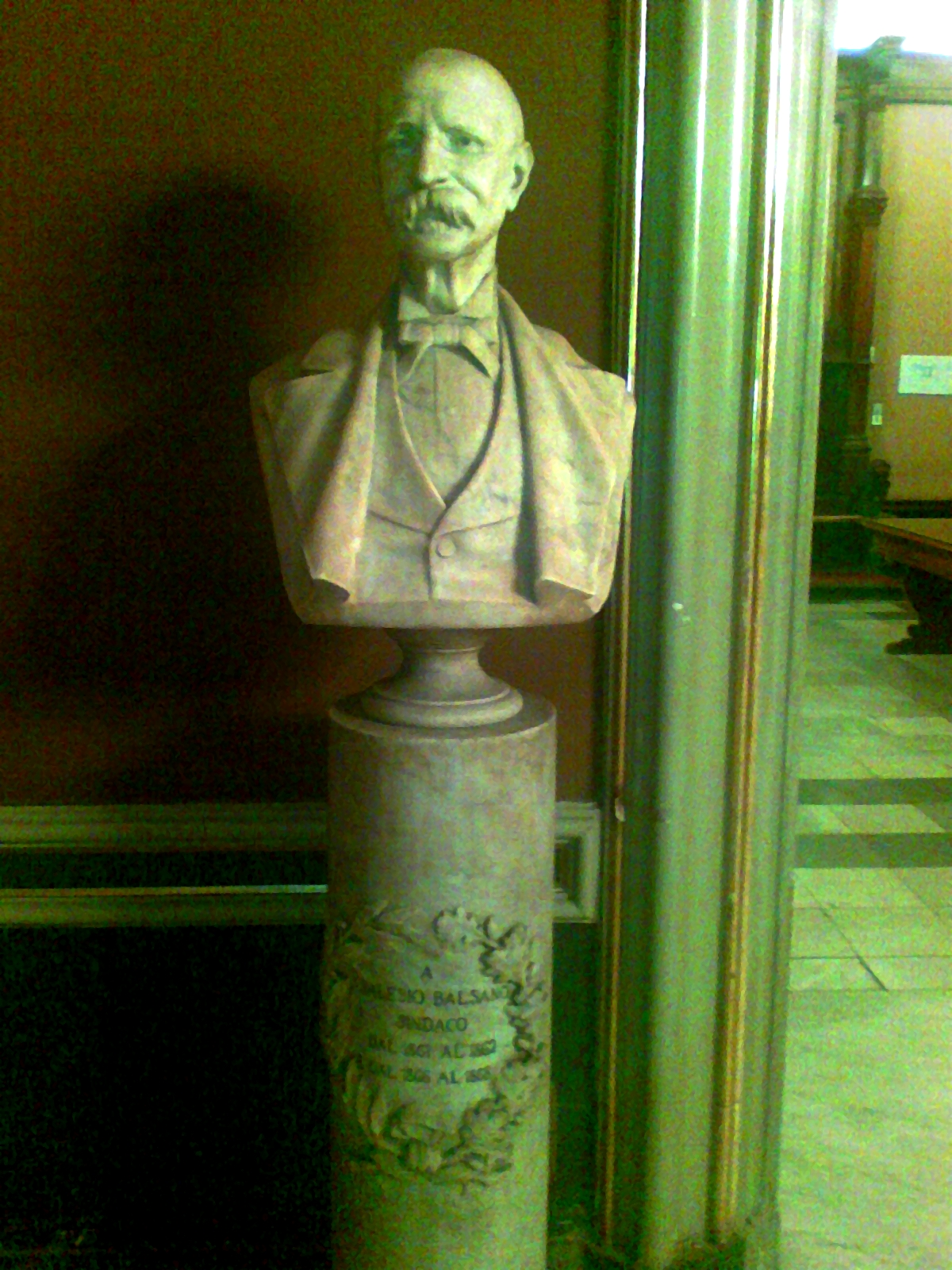
Salesio Balsamo, buste in het stadhuis van Palermo, Italië

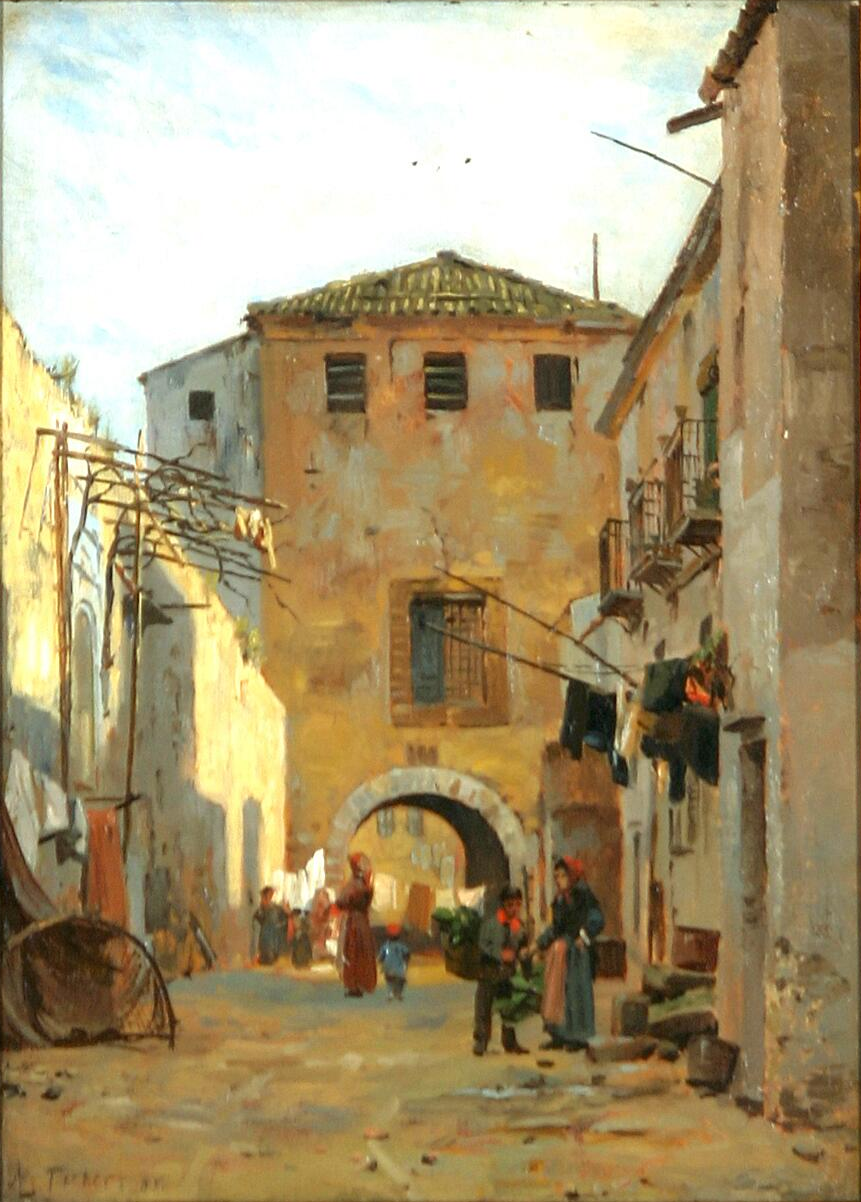
Palermo, eind 19e eeuw

Salesio Balsano, baron della Daina (Palermo, januari 1818 of 1819 – aldaar, 8 september 1894) was een edelman, bankier, bestuurder en politicus zowel in het koninkrijk der Beide Siciliën als in het koninkrijk Italië. 
Na de eenmaking van Italië was hij de eerste burgemeester van Palermo. Hij was burgemeester in de periodes 1861-1862 en 1866-1868. 

## Levensloop

### Koninkrijk der Beide Siciliën
In het koninkrijk der Beide Siciliën was Balsano actief als patriotisch activist en was derhalve een tegenstander van het heersende Huis Bourbon. In het Revolutiejaar 1848 nam hij bestuursfuncties waar in het afgescheurde koninkrijk Sicilië (1848-1849). Balsono werkte voor de separatistische leider prins Pietro Lanza di Scordia. Balsano werkte voor dit revolutionair regime in de diensten van onderwijs, openbaar bestuur en handel. Na het herstel van het Bourbonregime werd Balsano directeur van het San Saverio-ziekenhuis en koning Ferdinand II benoemde hem alsnog tot senator. In 1860 werd het koninkrijk der Beide Siciliën opgedoekt, wat een bloedige episode in Palermo was. 

### Koninkrijk Italië
Balsano werd in 1861 verkozen tot de eerste burgemeester van Palermo onder Italiaans bestuur. Hij zat een bestuur van gematigden voor. Zijn taak bestond erin de stadsadministratie efficiënt te maken en laksheid weg te werken. Toen hij vaststelde dat 350 douaniers en ambtenaren in de haven betrapt werden op illegale praktijken onder geleide van de maffia, ontsloeg hij ze alle 350 (1862). Kort nadien werden dertien willekeurige Palermitanen doodgestoken op straat. De daders werden nooit gevonden. Hij was burgemeester af in 1862.
Van 1863 tot 1866 was hij directeur bij de spaarbank genaamd Cassa centrale di risparmio Vittorio Emanuele per le province siciliane.
Zijn tweede ambtsperiode als burgemeester vatte aan in 1866. Hij werd herkozen om opnieuw een bestuur van gematigden aan de macht te krijgen. Twee rampen troffen zijn ambt in de periode 1866-1868. Vooreerst werd Palermo getroffen door een droogte die de watermolens stillegde en als gevolg stegen de broodprijzen. Balsano stimuleerde investeringen in molens gedreven door stoommachines. Bij deze ‘broodcrisis’ voegde zich in 1867 een nieuwe crisis: er brak cholera uit in de stad. Balsono leidde enkele sanitaire operaties. Zo liet hij grachten met stilstaand rioolwater dempen. De stad betreurde 500 choleradoden waaronder zijn eigen dochter. In 1868, na de epidemie, lanceerde hij verschillende openbare werken onder meer riolen en nieuwe straten; hij richtte een soort van reinigingsdienst op die de straten schoon moest houden. Tevens richtte hij scholen in in leegstaande kloostergebouwen.
Nadat zijn burgemeesterschap afliep in 1866 ging hij in het bankwezen en verhuisde in 1868 naar het vasteland. Hij was prefect in Verona van 1868 tot 1879. Dat jaar verhuisde hij met zijn gezin terug naar Palermo om er de provincieraad van Palermo voor te zitten (tot 1881). 
Nadien werd hij benoemd tot filiaaldirecteur van de Palermitaanse zetel van de Banco di Sicilia. Hij zat daarnaast in de raad van bestuur van ziekenhuizen en mindervalideninstellingen.  
Balsano werd onderscheiden met de Orde van de Italiaanse Kroon en het Legioen van Eer uit Frankrijk. 